# Oviedo, Pedernales
Oviedo är en kommun i Dominikanska republiken.   Den ligger i provinsen Pedernales, i den sydvästra delen av landet, 180 km väster om huvudstaden Santo Domingo. Antalet invånare i kommunen är cirka 7 000.